# Deutsch Evern
Deutsch Evern település Németországban, azon belül Alsó-Szászország tartományban. Lakosainak száma 3776 fő (2023. december 31.). Deutsch Evern Lüneburg és Melbeck községekkel határos.

## Népesség
A település népességének változása:
| Lakosok száma | 3770 | 3764 | 3721 | 3759 | 3782 | 3776 |
|               | 2016 | 2017 | 2019 | 2021 | 2022 | 2023 |